# Phrynopus lechriorhynchus
Espèce
Phrynopus lechriorhynchus est une espèce d'amphibiens de la famille des Craugastoridae. 

## Répartition
Cette espèce est endémique de la région de Huánuco au Pérou. Elle se rencontre entre 2 740 et 2 800 m d'altitude.

## Description
Le mâle holotype mesure 16,6 mm.

## Publication originale
- Trueb & Lehr, 2008 : A new species of Phrynopus (Anura, Strabomantidae) from Peru, with comments on the osteology of the genus. Phyllomedusa, vol. 7, no 1, p. 11-24 (texte intégral).